# Ermita de Nuestra Señora de Jugachi
La ermita de Jugachi es una ermita situada en la provincia española de Álava, en un alto de 776 metros, en el monte llamado "La Dehesa" cabezo alargado que domina los caminos de Cigoitia que, desde Manurga por Zárate, por Olano o Záitegui, alcanzan el centro del valle de Zuya, en un paisaje poblado de hayedo y robledal.

## Historia
Ya en 1556, el licenciado Martín Gi registraba, en su visita pastoral a Jugo, "una hermita que se dice nra. Señora de Jugache, no tiene renta alguna" .
Edificada la ermita actual entre 1658 y 1662, se planteó enseguida la necesidad de construir su pórtico; y en la data de los años 1667,1668 y 1669 se asentaban las cuentas de su obra. Figuran en ellas los gastos de cortas de madera, acarreos y otros menores, los 17 ducados y 5 reales pagados al maestro carpintero Francisco de Rotaeche, vecino de Orozco, por su trabajo y el de "los oficiales que puso en el nuevo edificio del portegado que se hizo en la dha Hermita" . Trabajó en el actual frontis del edificio el cantero Juan de Mendieta, que en 1844 levantaba "el paredón de la ermita que da al Poniente".
Desconocemos cómo fue la ermita medieval, posiblemente románica, aunque sabemos que, poco antes de la construcción del edificio actual, se habían realizado en ella importantes obras, entre las que destacaba la del portegado ante su puerta principal; y sabemos que, también por entonces, sin pensar en el nuevo edificio, se habían proyectado otras obras de gran alcance que no llegaron a realizarse.

## Descripción
Los robles y las hayas de porte centenario refugian el templo con sus regias alturas, y robustas ramas que permiten pequeños haces de luz. Juegos luminosos de tintes moteados dibujan el terreno que conduce hasta un pequeño claro donde se levanta la ermita.

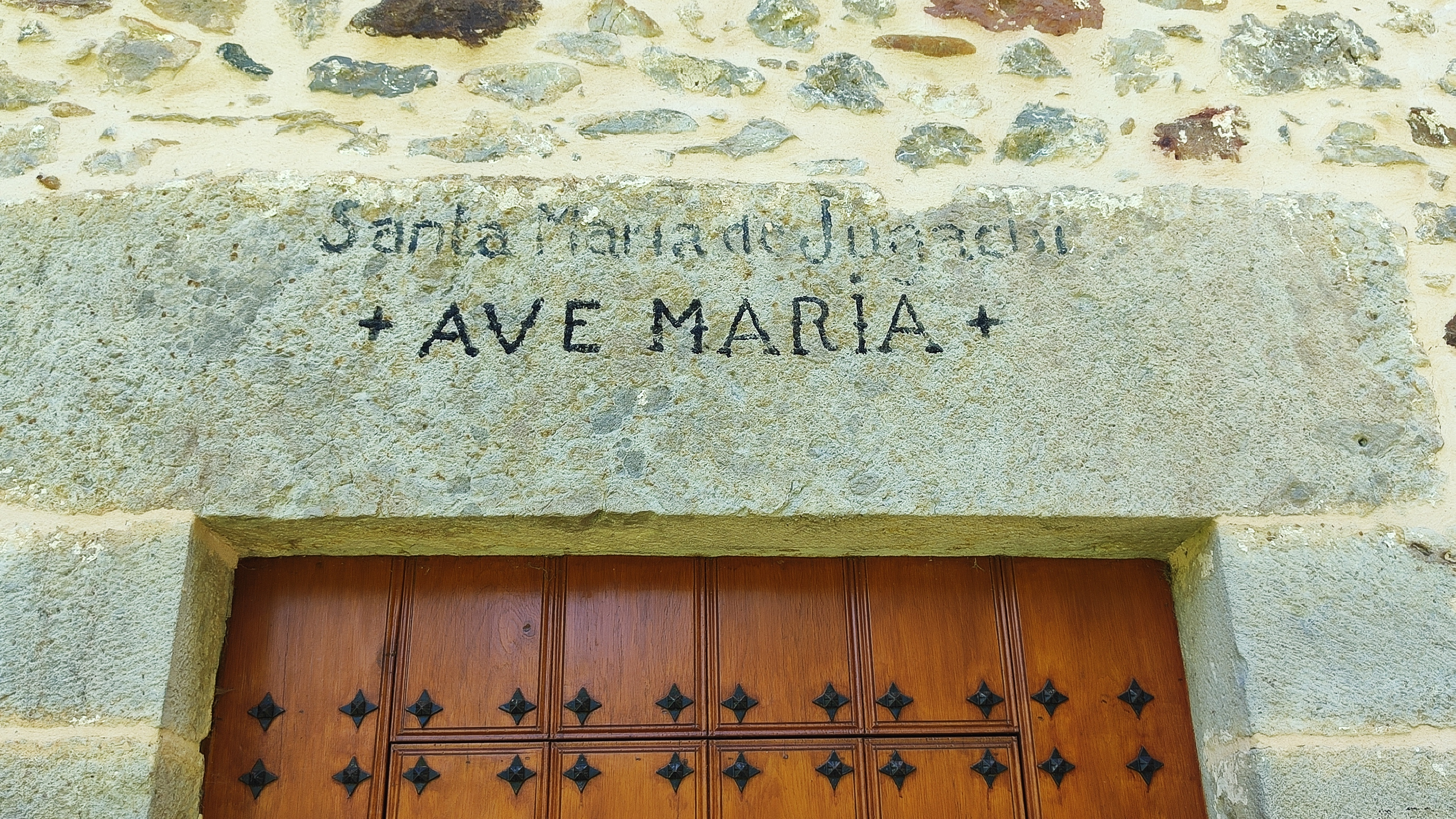
Dintel de la puerta de entrada

Adosado a los pies de la ermita, abarcando la anchura de la nave del templo; está construido, como éste, en piedra de mampostería, con sillería en los esquinales. Se accede a él por una puerta rectangular, de buena sillería en el gran dintel y en las jambas que la enmarcan, al igual que el recerco de la ventana, abierta en el eje de esta fachada. En la piedra del dintel se lee: Santa María de Jugachi + AVE MARÍA +. El recinto interior de este pórtico se cubre por una buena estructura de viguería a la vista.
Edificada en el siglo XVII, el edificio del templo prolonga el frontal con una espadaña que anuncia con tañidos los oficios espirituales rompiendo, con la liturgia sonora propia de la campana, la tranquilidad palpable del lugar. El aspecto modesto pero amplio, así como la piedra caliza y el tejado a dos aguas, componen una edificación en perfecta armonía con el contexto natural que lo abriga.
En su interior, de modesta disposición, destaca una talla románica de la virgen de Jugachi, del siglo XIII. Al fondo, un retablo barroco preside el espacio. El lugar es el destino de una romería que Zuya celebra el segundo domingo de septiembre.
Para llegar, lo más habitual es partir desde el barrio de Jugo. Existe una zona de recreo alrededor del templo, con un juego de bolos.

## Retablo

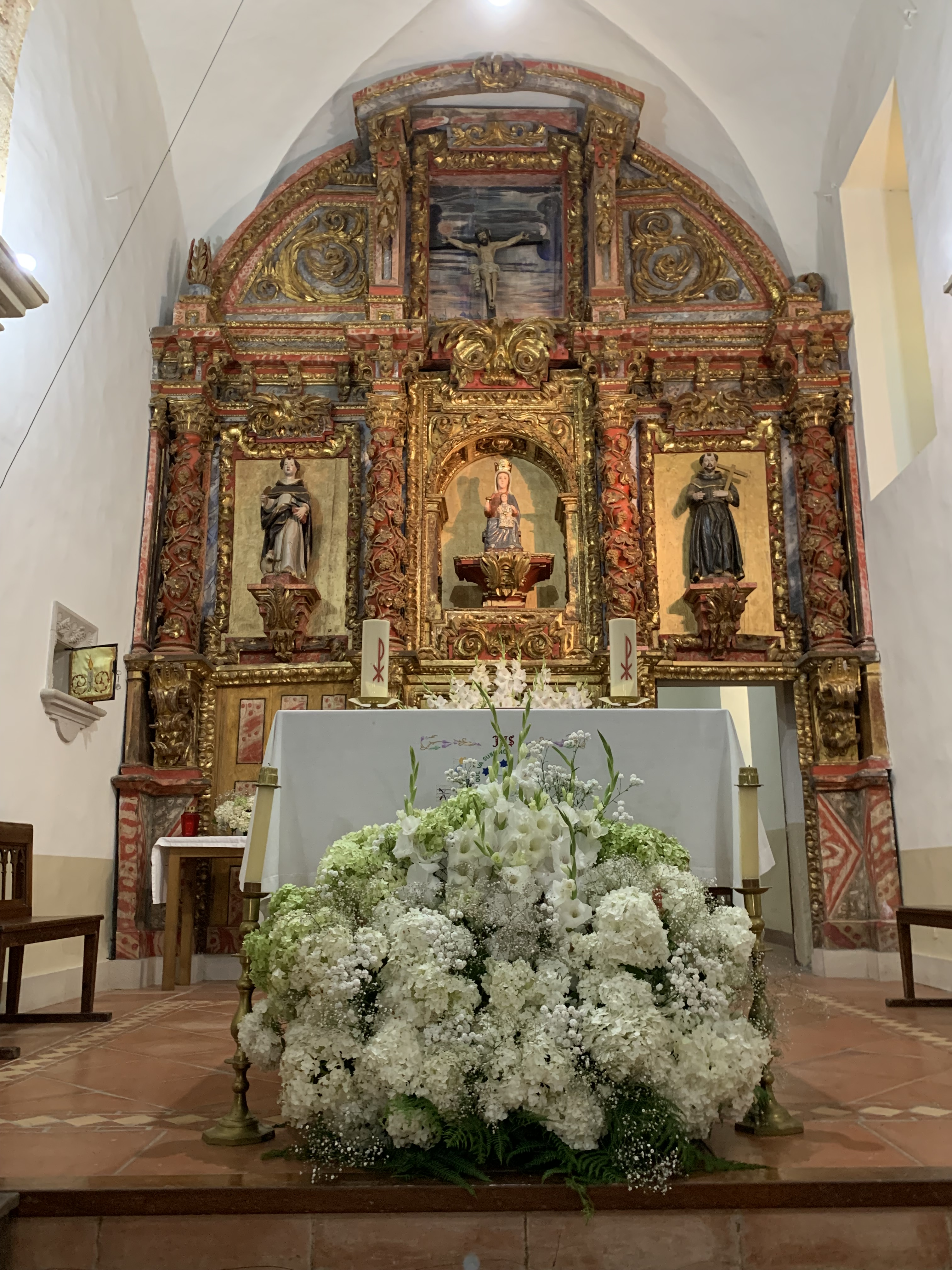
Retablo

De estilo barroco, dorado y policromado. En el costado derecho de su basamento se abre la puerta de la sacristía; en el izquierdo, buscando simetría con este acceso, se pintó una puerta, con decoración de cuarterones fingidos. Al centro de esta base, una tabla con marco dorado, al igual que las puertas, tuvo un rótulo con las palabras de la consagración. Flanquean este centro y los lados de las puertas (la real y la fingida), las repisas de las cuatro columnas del retablo, decoradas con follaje y las del centro, con cabezas de ángeles.
Al centro del cuerpo superior se halla un marco dorado, flanqueado por pilastras con guirnaldas frutadas. Este marco ocupa el centro del arco que, acoplado al perfil de la bóveda, cubre totalmente el frontis del presbiterio mediante dos sectores laterales decorados con roleos que, desplegados a ambos lados de este remate, llegan a cubrir los extremos de dicha cabecera.' Su semejanza con el del santuario de Oro y con la obra del montañés Antonio de Alvarado, documentado por J. lturrate como autor del retablo del santuario de Oro, nos da pie para atribuir al mismo maestro, Antonio de Alvarado, este retablo de Jugachi.
Se restauró el retablo mayor en 1991, por el grupo de restauración Tratteggio de Vitoria. Preside este retablo, desde su nicho principal, la talla de la Virgen de Jugachi, muy restaurada y renovada en 1930.

## Imagen de la virgen

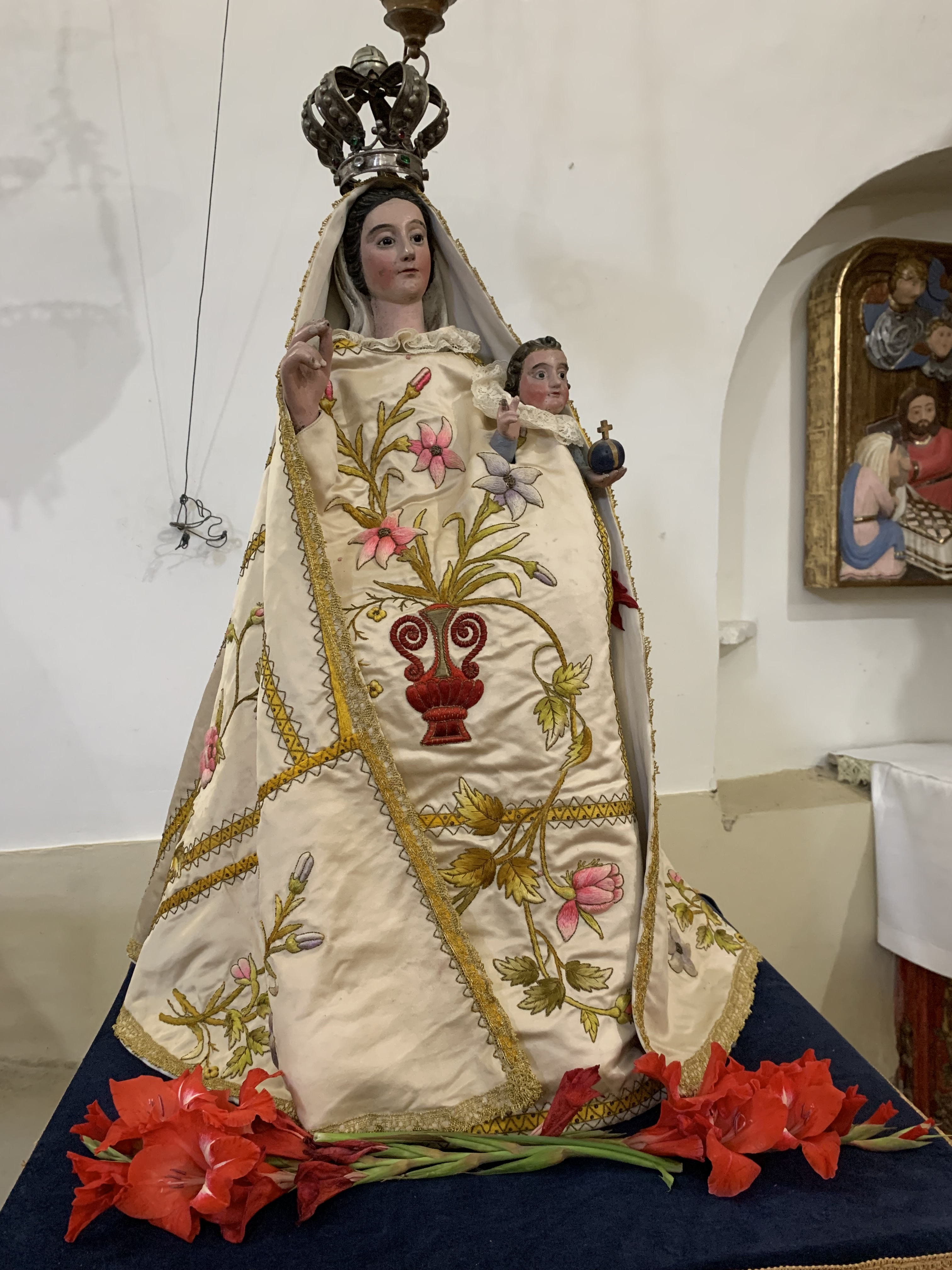
Imagen procesional

La Virgen, coronada, con velo de caída lisa a ambos lados de su rostro, muy natural, se cubre por un manto amplio que, bajando sobre el hombro izquierdo, deja a la vista el derecho y cae en gruesos pliegues sobre las rodillas de la imagen. María, con su mano izquierda, sujeta al Niño, sentado casi al centro de las rodillas de su Madre, de cara al pueblo al que bendice; la Virgen ofrece a su Hijo una flor con su mano derecha. Debajo de la imagen una nota, escrita en la peana, dice: "Rda. Año 1930. Vitoria".
Tras de esta restauración, resulta difícil la datación de la Virgen de Jugachi, aunque podría fecharse entre los siglos XIII y XIV, atendiendo a algunos detalles iconográficos y pasando por alto otros, fruto de restauraciones posteriores. Sabemos, por ejemplo, que la imagen original llevaba en su mano derecha una manzana, según se inventariaba en 1614 "con su corona sobredorada, con su manzana y con su Hijo precioso".

## Reloj de sol
Empotrado entre las dos ventanas del muro sur, se trata de una placa de piedra, 60x60 cm, con la leyenda: "ORA AHORA ORAIN", su autor fue Julen Egia, un artista natura de Amurrio, se colocó en 1999.